# Montoni of Het kasteel van Udolpho
Montoni of het kasteel van Udolpho is een vierdelige hoorspelserie naar het toneelstuk Montoni, ou le château d'Udolphe (1797) van Alexandre Duval. De KRO zond ze uit vanaf dinsdag 6 februari 1979, van 15:00 uur tot 15:25 uur (met een herhaling op vrijdag 4 september 1987). Bewerker en regisseur was Louis Houët.

## Delen
- Deel 1: Het ontsnappingsplan
- Deel 2: Spoken en verraders op de wallen
- Deel 3: Het duel der schurken
- Deel 4: De wraak is zoet

## Rolbezetting
- Tom van Beek (Montoni)
- Jan Wegter (Orsino)
- Louise Robben (Laurenzia, een stem)
- Paula Majoor (Leonora)
- Josja Hamann (Vivaldi)
- Joke Reitsma (Anna)
- Hans Hoekman (Ludovico)
- Hans Karsenbarg (Bertrand, de onbekende)
- Hans Veerman (Spallatro)
- Paul van der Lek (eerste officier)

## Inhoud
Deze Franse variant op de gothic novel speelt zich af in een middeleeuws, ruïneus kasteel in de Apennijnen. In de doodse stilte van de nacht dwalen de hoofdpersonen rond door gewelfde kelders vol sinistere graftomben. Tippen van sluiers worden opgelicht, geleidelijk aan worden vreselijke geheimen onthuld.De wrede hertog Montoni was gehuwd met Laurentina, maar die heeft hij laten vermoorden en nu heeft hij zijn zinnen gezet op de adellijke Leonara. Hij houdt haar gevangen en om haar uit zijn klauwen te kunnen bevrijden, besluit men het kasteel te belegeren...